# Étoile (film)
Étoile è un film del 1989 diretto da Peter Del Monte.
La pellicola presenta qualche elemento in comune con Il fantasma dell’Opera di Gaston Leroux, se non altro per le sue ambientazioni cupe e la scenografia teatrale che bene ne incornicia il plot. Il film, che comunque ha nel suo insieme toni delicati dal punto di vista del macabro, può essere inserito di diritto tra i lavori interessanti legati al cinema gotico italiano.

## Trama
Claire, aspirante ballerina professionista, giunge a Budapest da New York per un provino presso l’accademia condotta dall’anziano coreografo Sandor. Sconfortata dall’esito negativo della prima concorrente non effettua il provino e visita di nascosto il teatro dove viene comunque notata dal coreografo. Assieme a Jason, un giovane americano conosciuto in hotel, a Budapest per affari con lo zio, scopre in un parco la dimora abbandonata della danzatrice Natalie Horvath nella quale poi si identificherà attraverso le oscure pratiche magiche di Sandor, rischiando di essere sacrificata durante l’esecuzione del balletto Il lago dei cigni, opera interrotta in quello stesso teatro cento anni prima. Sarà Jason a salvarla affrontando un gigantesco e surreale cigno nero e spezzando in questo modo l’incantesimo.

## Riconoscimenti
- 1990 - Fantasporto
  - Premio della giuria - Menzione speciale a Peter Del Monte